# ساتشا ليخت
ساتشا ليخت (بالألمانية: Sascha Licht)‏ هو لاعب كرة قدم ألماني في مركز الهجوم، ولد في 27 سبتمبر 1974 في نويشتات باي كوبورغ في ألمانيا. لعب مع دينامو درسدن وفالدهوف مانهايم وكيكرز أوفنباخ ونادي نورنبرغ.

## وصلات خارجية
- ساتشا ليخت على موقع قاعدة بيانات كرة القدم.إي يو (الإنجليزية)
- ساتشا ليخت على موقع بيانات كرة القدم. دي إي (الألمانية)